# Біле озеро (Херсонська область)
Біле озеро — заплавне озеро в Україні, на території Корабельного району Херсона та Білозерського району Херсонської області в межах Причорноморської низовини. Озеро належить до об'єктів дельти річки Дніпро та включено до території Національного природного парку «Нижньодніпровський» з метою збереження, відтворення й ефективного використання природних комплексів.

## Історія
Картографічні джерела фіксують існування топоніму «Біле озеро» у пониззі Дніпра з давніх часів. Європейським картографам XVII—XVIII століття водойма була відома за латинською назвою «Albus lacus» або ж під татарською «Ak-Gheuli».
На берегах Білого озера знайдено знахідки поселень як на високих, крутих берегах північно-східної частини озера, так і вздовж низовинних, заболочених берегів південної частини озера.

## Характеристика озера
Озеро лиманського походження розташоване в басейні нижньої течії Дніпра та у межах населених пунктів: смт Білозерка Білозерського району, селища Приозерне й Благовіщенське Корабельного району міста Херсона. Приблизні розміри — 4×2 км, площа до 5 км², глубина до 2 м. Улоговина овальної форми, витягнута з півночі на південь. Круті береги озера заввишки до 5 м, південні й південно-східні береги — низовинні та заболочені. Мінералізація води незначна й змінюється за сезонами від 144 до 450 мг/л, прозорість 0,2—0,6 м. Дно озера піщане, у центральній частині вкрите шаром мулу. Біле озеро має особливу природоохоронну, оздоровчу, історико-культурну, наукову, освітню та естетичну цінність.

## Природа озера
Уздовж берегів — очерет і рогози. Серед водяної рослинності — водорості (синьо-зелені, кишечниця, спірогіра), є реліктові — водяний горіх і сальвінія плаваюча. Водиться ондатра. На берегах потужних джерел зимують дикі водоплавні птахи. Біле озеро — місце нересту промислових видів риб (лящ, судак, короп та ін.).

## Екологія
Інспектори Білозерського відділення держслужби охорони НПП “Нижньодніпровського” під час патрулювання постійно здійснюють нагляд за водною територією Білого озера, затримують порушників і браконьєрів, виявляють незаконні знаряддя лову.

## Пам′ятки
- «Білозерські джерела» — пам'ятка природи місцевого значення. На березі озера Білого функціонують 5 потужних джерел із прекрасною питною водою, що не замерзає взимку.
- Благовіщенський жіночий монастир (кінець ХІХ—початок ХХ ст.).